# Campionato italiano di calcio da tavolo 2014
Il quarantesimo campionato italiano di calcio da tavolo venne organizzato dalla F.I.S.C.T. a San Benedetto del Tronto nel 2014.
Sono stati assegnati 6 titoli:
- Open
- Cadetti
- Veterans (Over40)
- Under19
- Under15
- Under12
- Femminile

## Risultati

### Cat. Open

#### Ottavi di Finale
- Daniele Bertelli 2 – 1 Simone Trivelli
- Emanuele Licheri 4 – 3 Marco Lauretti
- Daniele Pochesci 3 – 2 Andrea Manganello
- Saverio Bari 3 – 2 Fabrizio Fedele
- Luca Zambello 3 – 1 Daniele Bernardi
- William Dotto 4 – 3 Augusto Vagnoni
- Luigi Di Vito 3 – 2 Lucio Canicchio
- Massimo Bolognino 1 – 0 Fabio Stellato

#### Quarti di Finale
- Daniele Bertelli 2 – 1 Emanuele Licheri
- Daniele Pochesci 2 – 3 Saverio Bari
- Luca Zambello 5 – 3 William Dotto
- Luigi Di Vito 2 – 8 Massimo Bolognino

#### Semifinale
- Daniele Bertelli 2 - 1 Saverio Bari
- Massimo Bolognino 3 - 2 Luca Zambello

#### Finale
- Massimo Bolognino 1 - 0 Daniele Bertelli

### Cat. Cadetti

#### Quarti di Finale
- Luca Martinelli 2 – 3 Gianmarco Del Brocco
- Francesco La Torre 1 – 3 Joseph Calò
- Matteo Del Brocco 3 – 1 Simone Di Pierro
- Carmine Napolitano 0 – 2 Patrizio Lazzaretti

#### Semifinale
- Gianmarco Del Brocco 2 – 3 Joseph Calò
- Matteo Del Brocco 0 – 4 Patrizio Lazzaretti

#### Finale
- Patrizio Lazzaretti 2 – 1 Joseph Calò

### Cat. Veteran

#### Barrages
- Stefano De Francesco 4 – 5 Giancarlo Silvestri
- Cesare Santanicchia 2 – 1 Luca Bisio
- Gianluca Galeazzi 5 – 2 Marco Baj
- Jacopo Feletti 2 – 1 Gaetano Monticelli

#### Quarti di Finale
- Massimiliano Schiavone 2 – 0 Jacopo Feletti
- Giancarlo Silvestri 2 – 3 Massimiliano Croatti
- Mauro Manganello 0 – 1 Cesare Santanicchia
- Gianluca Galeazzi 1 – 3 Fabio Belloni

#### Semifinali
- Massimiliano Schiavone 2 – 3 Massimiliano Croatti
- Cesare Santanicchia 1 – 2 Fabio Belloni

#### Finale
- Fabio Belloni 1 - 0 Massimiliano Croatti

### Cat. Under 19

#### Semifinali
- Andrea Ciccarelli 1 – 4 Antonio Peluso
- Filippo Cubeta 2 – 3 Micael Caviglia

#### Finale
- Micael Caviglia 4 - 1 Antonio Peluso

### Cat. Under 15

#### Quarti di Finale
- Nicola Borgo 3 – 0 Daniele D'Auria
- Alessandro Amatelli 1 – 7 Matteo Ciccarelli
- Andrea Zangla 1 – 2  Matteo Brillantino
- Paolo Zambello 0 – 5 Marco Di Vito

#### Semifinali
- Nicola Borgo 2 – 3 Matteo Ciccarelli
- Marco Di Vito 5 – 1 Matteo Brillantino

#### Finale
- Matteo Ciccarelli 2 - 1 Marco Di Vito

### Cat. Under 12

#### Semifinali
- Claudio La Torre 8 – 3 Riccardo Marangoni
- Tommaso Lazzari 2 – 1 Alessio Picchi

#### Finale
- Claudio La Torre 6 - 1 Tommaso Lazzari

### Cat. Ladies

#### Semifinali
- Giulia Brillantino 3 - 0 Martina Preziuso
- Paola Forlani 1 - 2 Sara Guercia

#### Finale
- Giulia Brillantino 5 - 4 Sara Guercia